# Biduanda biranta
Biduanda biranta är en fjärilsart som beskrevs av Riley 1942. Biduanda biranta ingår i släktet Biduanda och familjen juvelvingar. Inga underarter finns listade i Catalogue of Life.